# Панчулидзев, Алексей Николаевич
Алексей Николаевич Панчулидзев (4 (16) апреля 1884, Санкт-Петербург — 9 февраля 1964, Бюсси-ан-От, департамент Йонна, Франция) — полковник, участник русско-японской и первой мировой войн, награждённый Георгиевским оружием (1915), автор воспоминаний из рода Панчулидзевых.

## Биография
Православный. Из дворян Пензенской губернии. В 1903 году окончил Пажеский Е. И. В. корпус.
1 апреля 1904 года корнет Алексей Панчулидзев направлен во 2-й Нерчинский полк Забайкальского казачьего войска с переименованием в хорунжие. Позднее был прикомандирован к 4-му эскадрону 52-й драгунского Нежинского полка, в составе которого принимал участие в русско-японской войне. Опубликовал воспоминания «Война с Японией. 1904—1905 гг.: Из поход. жизни 4-го эскадрона 52-го драгунского Нежинского полка. Воспоминания бывшего офицера эскадрона о набеге на Инкоу, о боях под Сандепу и о сражении под Мукденом». (Пажеский сборник, 1907, № 8, с. 5 — 46; 1908, № 9, с. 16 — 53).
В 1909—1910 годах был военным атташе в Токио.

Во время Первой мировой войны воевал в составе Уланского полка. 
2 июня 1915 г. Утверждается пожалование командующим 9-й армиею, за отл. в делах против неприятеля, Георгиевского оружия: шт.-ротмистру лейб-гвардии Уланского п., Алексею Панчулидзеву, за то, что 14-го окт. 1914 г., будучи выслан с разъездом силою взвода ( 12 рядов) на пос. Зволень, откуда был обстрелян, бросился в конном строю в атаку. Выиграл бой. Взято 38 пленных.
После ранения осенью 1915 года Панчулидзев был направлен помощником военного агента во Францию. С 17 (30) января 1917 года занимал должность штаб-офицера для поручений при русском военном агенте графе Игнатьеве. 16 октября 1917 года Алексей Николаевич написал рапорт о злоупотреблениях Игнатьева, обвинив последнего «в пренебрежительном отношении к Русской Армии, лжи, в закулисных интригах, доносах и клевете.» Однако из-за начавшейся через несколько дней революции дело развития не получило.
После революции остался во Франции. В 1923—1924 годах состоял на службе в отделе французского Генерального штаба. Был членом Союза георгиевских кавалеров и Союза ревнителей памяти императора Николая II.
В последние годы жизни принял духовный сан. Диакон, с 1956 года — священник . Был настоятелем:
- 1956 год — Св.-Спиридоновской церкви в Рюэль-Мальмезон под Парижем,
- в 1956—1957 годах — храма Покрова Пресвятой Богородицы в Лионе,
- в 1957—1958 годах — Св.-Николаевской церкви в Тулузе,
- в 1958—1959 годах — Св.-Александро-Невской церкви в Ле Крезо в департаменте Сона и Луара,
- в 1959—1961 годах — храма Рождества Богородицы в Пти-Кламаре под Парижем,

Исполнял обязанности священника в Покровской обители в Бюсси-ан-От.
Алексей Николаевич Панчулидзев скончался 9 февраля 1964 года на 80-м году жизни и был похоронен на кладбище Бюсси-ан-От.

## Награды
- Орден Святой Анны 4 ст. с надп. «За храбрость» 19.02.1905 г.,
- Орден Святого Станислава 3 ст. с мечами и бантом 10.03.1906 г.,
- орден Святой Анны 3 ст. с мечами и бантом 17.06.1907 г.,
- орден Святого Станислава 2 ст. 6.12.1912 г.,
- Высочайшее благоволение от 27.05.1913 г.,
- орден Святой Анны 2 ст. с мечами ВП от 19.11.1914 г.,
- Орден Святого Владимира 4 ст. с мечами и бантом ВП от 3.03.1915 г.,
- Георгиевское оружие 2.06.1915 г.

### Комментарии
1. ↑  В некоторых источниках — 9 марта[1][2]